# أليكساندر لو كلارك
أليكساندر لو كلارك (بالفرنسية: Alexandre Leclerc )‏ (و. 1791 – م) هو عسكري، من فرنسا، ولد في فرساي.

## جوائز
حصل على جوائز منها:
- نيشان جوقة الشرف من رتبة ضابط.